# 金國鳳
金国凤（？—1639年），明朝将领，宣府（今河北宣化县）人。
崇祯年间，以副总兵守松山。崇祯十二年清朝以重兵来攻，金国凤所部不满三千，多方拒守，经历四月解围。升代理都督佥事、都督同知。为宁远团练总兵官。清兵再次来攻打宁远，明军营伍纷杂，号令难施，金国凤亲率数十人出战，矢尽力竭，与二子都战死。朝廷赠特进荣禄大夫、左都督。